# Gerkan, Marg und Partner
Gerkan, Marg and Partner je njemačka arhitektonska tvrtka sa sjedištem u Hamburgu. Osnovana je 1965. godine te je na početku imala dva ureda u Hamburgu i Berlinu. Širenjem tvrtke otvoreni su uredi u Aachenu, Frankfurtu, Hanoiju, Pekingu, Shenzhenu i Rio de Janeiru dok danas zapošljava 400 ljudi.
Arhitektonski ured je za svoj rad bio nagrađivan mnogo puta a najpoznatija je MIPIM nagrada za buduće projekte vezana uz kineski planirani grad Lingang New City. Riječ je o projektu izgradnje grada koji je započeo 2003. a bit će dovršen 2020. godine.
GMP je najpoznatiji po dizajniranju novih stadiona ili rekonstrukciji i modernizaciji postojećih koji će biti namijenjeni velikim natjecanjima. Primjer tome su Commerzbank-Arena i Rhein Energie Stadion za SP u Njemačkoj 2006. ili Olimpijski i Nacionalni stadion u Kijevu odnosno Varšavi za EURO 2012. Te stadione tvrtka dizajnira u suradnji s drugim arhitektonskim uredima.

## Značajni projekti
| IZGRAĐENI           | IZGRAĐENI                               | IZGRAĐENI              | IZGRAĐENI                                                               | IZGRAĐENI                      |
| Mjesto              | Projekt                                 | Otvorenje              | Nagrada                                                                 | Napomena                       |
| ------------------- | --------------------------------------- | ---------------------- | ----------------------------------------------------------------------- | ------------------------------ |
| Berlin, Njemačka    | Zračna luka Berlin-Tegel                | 1975.                  |                                                                         |                                |
| Stuttgart, Njemačka | Zračna luka Stuttgart                   | prva polovica 1990-ih  | Nagrada za terminal 3                                                   | gradnja terminala 1 i 3        |
| Leipzig, Njemačka   | Leipziški velesajam                     | 1996.                  |                                                                         |                                |
| Kiel, Njemačka      | Most Hörn                               | 1997.                  |                                                                         |                                |
| Berlin, Njemačka    | Olimpijski stadion u Berlinu            | prva polovica 2000-ih  | Nacionalna nagrada za čelični dizajn Nagrada za rekonstrukciju i obnovu | rekonstrukcija i modernizacija |
| Frankfurt, Njemačka | Commerzbank-Arena                       | prva polovica 2000-ih  | IABSE nagrada za krov stadiona Njemačka nagrada za kolodvor             | rekonstrukcija i modernizacija |
| Köln, Njemačka      | Rhein Energie Stadion                   | prva polovica 2000-ih  |                                                                         | rekonstrukcija i modernizacija |
| Berlin, Njemačka    | Berlinski glavni kolodvor               | 2006.                  | Rail Alliance nagrada za kolodvor                                       |                                |
| Hanoi, Vijetnam     | Vijetnamski Nacionalni kongresni centar | 2006.                  | Vijetnamska arhitektonska nagrada                                       |                                |
| Peking, Kina        | Kršćanska crkva Haidian                 | 2007.                  |                                                                         |                                |
| Durban, JAR         | Stadion Moses Mabhida                   | 2009.                  | iF nagrada za komunikacijski dizajn Svjetska nagrada za dizajn stadiona |                                |
| Cape Town, JAR      | Stadion Cape Town                       | 2009.                  |                                                                         |                                |
| Port Elizabeth, JAR | Stadion Nelson Mandela Bay              | 2009.                  | CISC Quebec nagrada                                                     |                                |
| Šangaj, Kina        | Šangajski orijentalni sportski centar   | 2010.                  |                                                                         |                                |
| Peking, Kina        | Kineski Nacionalni muzej                | 2011.                  |                                                                         | rekonstrukcija muzeja          |
| Kijev, Ukrajina     | Olimpijski stadion                      | druga polovica 2010-ih |                                                                         | rekonstrukcija i modernizacija |
| Varšava, Poljska    | Nacionalni stadion                      | 2012.                  | CEE Real Estate Quality nagrada Svjetska nagrada za dizajn stadiona     |                                |
| Baku, Azerbajdžan   | Kristalna dvorana                       | 2012.                  |                                                                         |                                |
| U GRADNJI           |                                         |                        |                                                                         |                                |
| Moskva, Rusija      | VTB Arena                               |                        |                                                                         |                                |
| Berlin, Njemačka    | Zračna luka Berlin-Brandenburg          |                        |                                                                         |                                |
| Šangaj, Kina        | Nanhui New City                         |                        | MIPIM nagrada za buduće projekte                                        |                                |

## Vanjske poveznice
- Službena web stranica arhitektonskog ureda Gerkan, Marg and Partner